# Lääneranna kommun
Lääneranna kommun (estniska: Lääneranna vald) är en kommun i landskapet Pärnumaa i västra Estland. Staden Lihula (äldre svenska och tyska: Leal) utgör kommunens centralort.
Kommunen bildades den 24 oktober 2017 genom en sammanslagning av kommunerna Lihula och Hanila, då belägna i landskapet Läänemaa, samt Varbla och Koonga, då som nu belägna i landskapet Pärnumaa.

## Orter
I Lääneranna kommun finns en stad, en småköping (estniska: alevik) och 150 byar.

### Stad
- Lihula (centralort)

### Småköping
- Virtsu

### Byar
- Alaküla
- Allika
- Aruküla
- Emmu
- Esivere
- Haapsi
- Hanila
- Helmküla
- Hälvati
- Hõbeda
- Hõbesalu
- Irta
- Iska
- Joonuse
- Jänistvere
- Järise
- Järve
- Jõeääre
- Kadaka
- Kalli
- Kanamardi
- Karinõmme
- Karuba
- Karuse
- Kaseküla
- Kause
- Keemu
- Kelu
- Kibura
- Kidise
- Kiisamaa
- Kilgi
- Kinksi
- Kirbla
- Kirikuküla
- Kiska
- Kloostri
- Koeri
- Kokuta
- Koonga
- Korju
- Kuhu
- Kuke
- Kulli
- Kunila
- Kurese
- Käru
- Kõera
- Kõima
- Kõmsi
- Laulepa
- Lautna
- Linnuse
- Liustemäe
- Lõo
- Lõpe
- Maade
- Maikse
- Massu
- Matsalu
- Matsi
- Meelva
- Mereäärse
- Metsküla
- Mihkli
- Muriste
- Mäense
- Mäliküla
- Mõisaküla
- Mõisimaa
- Mõtsu
- Naisso
- Nedrema
- Nehatu
- Nurme
- Nurmsi
- Nätsi
- Nõmme
- Oidrema
- Paadrema
- Paatsalu
- Pagasi
- Paimvere
- Pajumaa
- Palatu
- Parasmaa
- Parivere
- Peanse
- Peantse
- Penijõe
- Petaaluse
- Piha
- Piisu
- Pikavere
- Pivarootsi
- Poanse
- Rabavere
- Raespa
- Raheste
- Rame
- Rannaküla
- Rannu
- Rauksi
- Ridase
- Rooglaiu
- Rootsi
- Rootsi-Aruküla
- Rumba
- Rädi
- Saare
- Saastna
- Salavere
- Salevere
- Saulepi
- Seira
- Seli
- Selja
- Sookalda
- Sookatse
- Soovälja
- Tamba
- Tamme
- Tarva
- Tiilima
- Tuhu
- Tuudi
- Täpsi
- Tõitse
- Tõusi
- Ullaste
- Uluste
- Ura
- Urita
- Vagivere
- Vaiste
- Valuste
- Vanamõisa
- Varbla
- Vastaba
- Vatla
- Veltsa
- Voose
- Võhma
- Võigaste
- Võitra
- Võrungi
- Äila
- Ännikse
- Õepa
- Õhu